# 上辻靖智
上辻 靖智（うえつじ やすとも）は、日本の機械工学者。大阪工業大学工学部機械工学科教授、工学博士（大阪大学）。日本機械学会材料力学部門国際会議APCFS2016幹事・運営委員会2018委員。日本繊維機械学会コンポジテックス研究会運営委員。大阪産業技術研究所・大阪商工会議所との共同推進機関OIT-P（Osaka Industrial Technology Platform; 地域産業技術プラットフォーム）のメンバー。
専門は機能材料工学・繊維機械、機械創造工学、機械システム工学・計算力学。

## 来歴
1993年大阪大学工学部生産加工工学科卒業。1995年同大学院工学研究科生産加工工学専攻修士課程修了。1998年同大学院工学研究科生産加工工学専攻博士課程単位取得退学、工学博士（大阪大学）。1998年大阪大学接合科学研究所中核的研究機関研究員。1999年京都工芸繊維大学大学院ベンチャーラボラトリー中核的研究機関研究員。2001年大阪工業大学工学部に着任。2005年同大学助教授、2007年同大学准教授を経て、2016年大阪工業大学工学部機械工学科教授。2020年同学科長。
主な所属学会は日本機械学会、日本材料学会、日本繊維機械学会など。主な受賞は、日本機械学会計算力学部門優秀講演表彰受賞（2004/2011）。主な著書は、「マイクロメカニカルシミュレーション」（共著、コロナ社2008）、「材料力学と材料強度学」（共著、養賢堂2017）。

## 主な研究
- 電気と磁気のダブル機能をもつ高性能スマート材料の設計・開発 〜デジタル複合構造により巨大電気磁気効果を発するマルチフェロイック材料の設計と創製（文部科学省科学研究費補助金基盤研究）[9]
- 機能性材料のマルチスケール・マルチフィジックス解析に関する研究
- 自動車用デバイス・部品の設計・開発（加速度センサ、駆動ギヤ、リング部品など）〜金型・溶接技術の高度化による環境に優しい低コスト吸音型積層ギア製造工法の開発
- 医療・化学分析用マイクロポンプ・ミキサの設計・開発
- 人と環境に優しい新材料の設計・開発に関する研究 〜セルロースナノファイバーを利用した住宅部品高断熱化によるCO2削減（環境省セルロースナノファイバー性能評価モデル事業研究）
- 中空ナノシリカをポリカーボネート窓にコーティングした新窓建材を開発（環境省CO2排出削減対策強化誘導型技術開発・実証事業）- エルゼビアが発行する科学誌「Renewable and Sustainable Energy Reviews」のオンライン版に掲載（2021年10月5日）[10][11]
- 奈良県川上村の間伐材を利用したウッドコンポジットの開発